# Greta Dahlqvist
Margaretha (Greta) Thalia Desideria Dahlqvist-von Höpken, född 25 augusti 1846 i Norrköping, död 13 juni 1914 i Östra Ryd, Stockholms län, var en svensk skådespelerska.

## Karriär
Dahlqvist undervisades i lönndom en tid av skådespelaren Fanny Westerdahl, och var därefter aktiv vid Dramaten 1864–1871. Bland hennes roller märks Maritana i Don Cesar de Bazano, Lotta i Brodertvisten, Cécile i Montjoye, Laura i De små foglarna, Charlotte i Onda tungor, Sophie i Om kronan, Léonie i När damerna föra krig, Marie i Första maj, Henriette i Lärdt folk i stubb och Clémence i Moderna vinglare.

## Familj
Dahlqvist var dotter till skådespelaren Georg Dahlqvist och Olivia Törnfelt. Hon gifte sig 1871 med friherre Nils Albrekt Stefan von Lantingshausen von Höpken, ägare till Bogesunds slott i Östra Ryds socken. Makarna är begravda på Östra Ryds kyrkogård.

## Teaterroller (urval)
| År   | Roll          | Produktion                   | Regi | Teater                      |
| ---- | ------------- | ---------------------------- | ---- | --------------------------- |
| 1868 | Greta Wrangel | Lejonet vaknar Frans Hedberg |      | Kungliga Dramatiska Teatern |
| 1871 | Thora         | De skenhelige J. Wibe        |      | Kungliga Dramatiska Teatern |